# Nika Tomšič
Nika Tomšič (1º marzo 2000) è una sciatrice alpina slovena.

## Biografia
Originaria di Maribor e attiva dal novembre del 2016, Nika Tomšič ha esordito in Coppa Europa il 17 gennaio 2020 a Zell am See in slalom speciale, senza completare la prova, in Coppa del Mondo il 15 febbraio successivo a Kranjska Gora in slalom gigante, ancora senza completare la prova, e ai Campionati mondiali a Courchevel/Méribel 2023, dove si è classificata 13ª nella gara a squadre, non ha completato lo slalom speciale e non si è qualificata per la finale nel parallelo; ai Mondiali di Saalbach-Hinterglemm 2025 si è piazzata 12ª nella gara a squadre. Non ha preso parte a rassegne olimpiche.

## Palmarès

### Coppa Europa
- Miglior piazzamento in classifica generale: 147ª nel 2023 e nel 2025

### Far East Cup
- Miglior piazzamento in classifica generale: 11ª nel 2025
- 4 podi:
  - 3 secondi posti
  - 1 terzo posto

### Campionati sloveni
- 9 medaglie:
  - 4 ori (supergigante, combinata nel 2023; slalom gigante, slalom speciale nel 2025)
  - 2 argenti (slalom speciale, slalom parallelo nel 2021)
  - 3 bronzi (slalom speciale nel 2022; slalom gigante nel 2023; slalom gigante nel 2024)